# Edmond Acar
Edmond Acar (Beirut, 8 agosto 1926 – Beirut, 1º giugno 2014) è stato un imprenditore libanese naturalizzato italiano.

## Biografia
Figlio più giovane di Gergeis Acar, un personaggio di rilievo proveniente dal clan Nehme, una famiglia prominente di Deir el Qamar, e Benoite Blaybel, un'aristocratica di Bickfaya, Libano, crebbe nella casa di famiglia a Sin el Fil. Studiò all'Ecole des Frères, ossia la Scuola Salesiana di Beirut, e alla fine si trasferì a Parigi per studiare economia alla Sorbona. Prima di terminare la sua laurea, tornò in Libano per iniziare a lavorare con una delle aziende di suo padre. Successivamente fondò un'azienda di lavori pubblici che iniziò a costruire e modernizzare infrastrutture pubbliche, come autostrade, ponti, piste d’atterraggio, prima in Libano e poi in altre parti del mondo come Libia, Arabia Saudita, Canada, Australia, ecc. 

## Attività dal 1972
Si impegnò in diverse iniziative insieme alla sua attività principale, nel settore bancario, del tabacco e altri sviluppi. Il 22 Maggio 1972 fu insignito del titolo di Cavaliere della Stella d’Italia dall'allora Ministro degli Affari Esteri Aldo Moro per i suoi servizi nel campo dei lavori pubblici, e la ristrutturazione della Scuola Italiana di Beirut.
Durante la guerra civile libanese, uno dei suoi edifici nella parte ovest di Beirut fu occupato da Yasser Arafat, portando l'esercito israeliano a lanciare la prima bomba ad implosione mai lanciata su di esso. Fu rapito due volte, prima da milizie palestinesi e poi dagli Hezbollah, e fu rilasciato in cambio di terreni.
Era sposato con Lidia Floris, un'italiana cresciuta tra la Lombardia e il Libano, figlia di Giulio Floris, ex console generale onorario dell'Italia in Medio Oriente, e Giuseppina Brughera. Ebbe quattro figli: Iskandar, Nayla, che sposò Cheikh Fady Gemayel, ex presidente degli industriali del Libano, l'artista e filantropa Nada, e l'artista e filantropa Nahia, ex moglie del Dr. Sami Helou. Era un caro amico della famiglia del presidente Camille Chamoun, che era solita passare le estati nel cascinale su via Ariana, casa di campagna degli Acar a Velletri, in Italia. Suo fratello Joseph Acar e il cognato Naja Tabet operavano anch'essi nel campo dei lavori pubblici, portando sviluppo in Libano. Era cugino del Dr. Jacques F. Acar, famoso medico esperto di Infettivologia.